# Puchar Interkontynentalny w Lekkoatletyce 2018 – skok w dal kobiet
Skok o tyczce kobiet – jedna z konkurencji technicznych rozgrywana w ramach lekkoatletycznyego pucharu interkontynentalnego na Stadionie miejskim w Ostrawie-Witkowicach.

## Terminarz
Źródło: worldathletics.org.
| Data       | Godzina |
| ---------- | ------- |
| 9 września | 16:25   |

## Rekordy
Tabela prezentuje rekord świata, rekord pucharu interkontynentalnego, rekordy kontynentów oraz najlepszy wynik na listach światowych w sezonie 2018 przed rozpoczęciem mistrzostw.
|                                                | Zawodnik             | Wynik | Miejsce    | Data                     |
| ---------------------------------------------- | -------------------- | ----- | ---------- | ------------------------ |
| Rekord świata                                  | Galina Czistiakowa   | 7,52  | Leningrad  | 11 czerwca 1988(dts)     |
| Listy światowe                                 | Lorraine Ugen        | 7,05  | Birmingham | 1 lipca 2018(dts)        |
| Rekord pucharu interkontynentalnego-           | Heike Drechsler      | 7,27  | Canberra   | 4 września 1987(dts)     |
| Rekord Afryki                                  | Chioma Ajunwa        | 7,12  | Atlanta    | 6 października 1985(dts) |
| Rekord Azji                                    | Yao Weili            | 7,01  | Jinan      | 5 czerwca 1994(dts)      |
| Rekord Ameryki Północnej, Środkowej i Karaibów | Jackie Joyner-Kersee | 7,49  | Nowy Jork  | 22 maja 1994(dts)        |
| Rekord Ameryki Południowej                     | Maurren Maggi        | 7,26  | Bogota     | 26 czerwca 1999(dts)     |
| Rekord Europy                                  | Galina Czistiakowa   | 7,52  | Leningrad  | 11 czerwca 1988(dts)     |
| Rekord Australii i Oceanii                     | Brooke Stratton      | 7,05  | Perth      | 12 marca 2016(dts)       |

## Rezultaty
Źródło: worldathletics.org.
| Pozycja | Zawodniczka       | Drużyna        | Runda | Runda | Runda | Runda    | Runda | Rezultat | Punkty | Uwagi |
| Pozycja | Zawodniczka       | Drużyna        | 1.    | 2.    | 3.    | Półfinał | Finał | Rezultat | Punkty | Uwagi |
| ------- | ----------------- | -------------- | ----- | ----- | ----- | -------- | ----- | -------- | ------ | ----- |
| 1.      | Caterine Ibargüen | Ameryka        | 6,68  | 6,76  | x     | 6,85     | 6,93  | 6,93     | 8      | NR    |
| 2.      | Brooke Stratton   | Azja i Oceania | 6,34  | 6,58  | 6,54  | 6,71     | 6,52  | 6,71     | 7      |       |
| 3.      | Malaika Mihambo   | Europa         | 6,65  | 6,86  | 6,77  | 6,58     | NQ    | 6,86     | 6      |       |
| 4.      | Ese Brume         | Afryka         | x     | 6,37  | 6,61  | 5,90     | NQ    | 6,61     | 5      |       |
| 5.      | Shara Proctor     | Europa         | 6,57  | 6,63  | x     | NQ       | NQ    | 6,63     | 4      |       |
| 6.      | Marthe Koala      | Afryka         | 6,06  | 6,21  | 6,60  | NQ       | NQ    | 6,60     | 3      |       |
| 7.      | Christabel Nettey | Ameryka        | 6,14  | 6,06  | 6,31  | NQ       | NQ    | 6,31     | 2      |       |
| 8.      | Xiaoling Xu       | Azja i Oceania | 6,17  | x     | x     | NQ       | NQ    | 6,17     | 1      |       |

## Klasyfikacja drużynowa
Źródło:
| Miejsce | Drużyna        | Punkty indywidualne | Punkty drużynowe |
| ------- | -------------- | ------------------- | ---------------- |
| 1.      | Europa         | 10                  | 7                |
| 1.      | Ameryka        | 10                  | 7                |
| 3.      | Azja i Oceania | 8                   | 3                |
| 3.      | Afryka         | 8                   | 3                |